# Hassan Maatouk
Hassan Ali Maatouk (en árabe: حَسَن عَلِيّ مَعْتُوق‎; Sir al-Gharbiyah, Líbano; 10 de agosto de 1987) es un futbolista de Líbano que juega en la posición de delantero y que actualmente milita en el Al Ansar SC de la Primera División de Líbano.

## Trayectoria

### Clubes

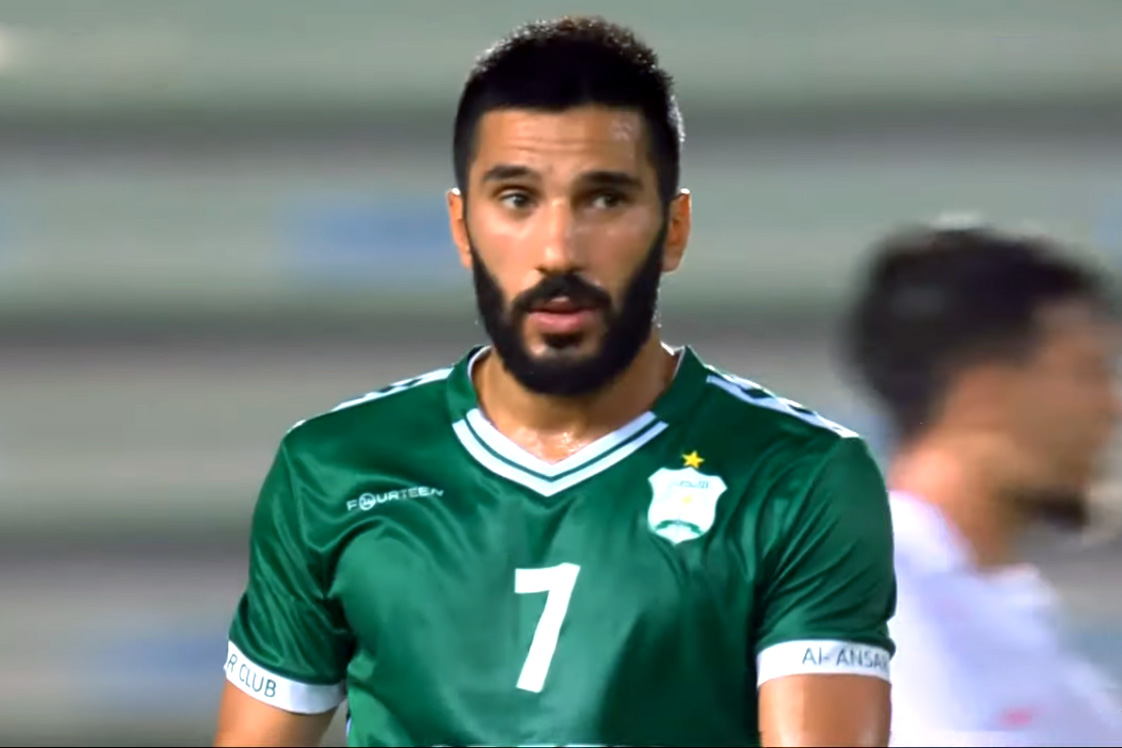
Maatouk con el Ansar en la final de la Copa Elite de Líbano de 2019 ante Shabab Sahel.

| Periodo   | Club                  |
| --------- | --------------------- |
| 2005–2012 | Al Ahed SC            |
| 2011–2012 | → Ajman Club (cedido) |
| 2012      | Emirates Club         |
| 2012–2013 | Al-Shaab CSC          |
| 2013–2017 | Fujairah FC           |
| 2017–2019 | Nejmeh SC             |
| 2019–     | Al Ansar Beirut       |

### Selección nacional

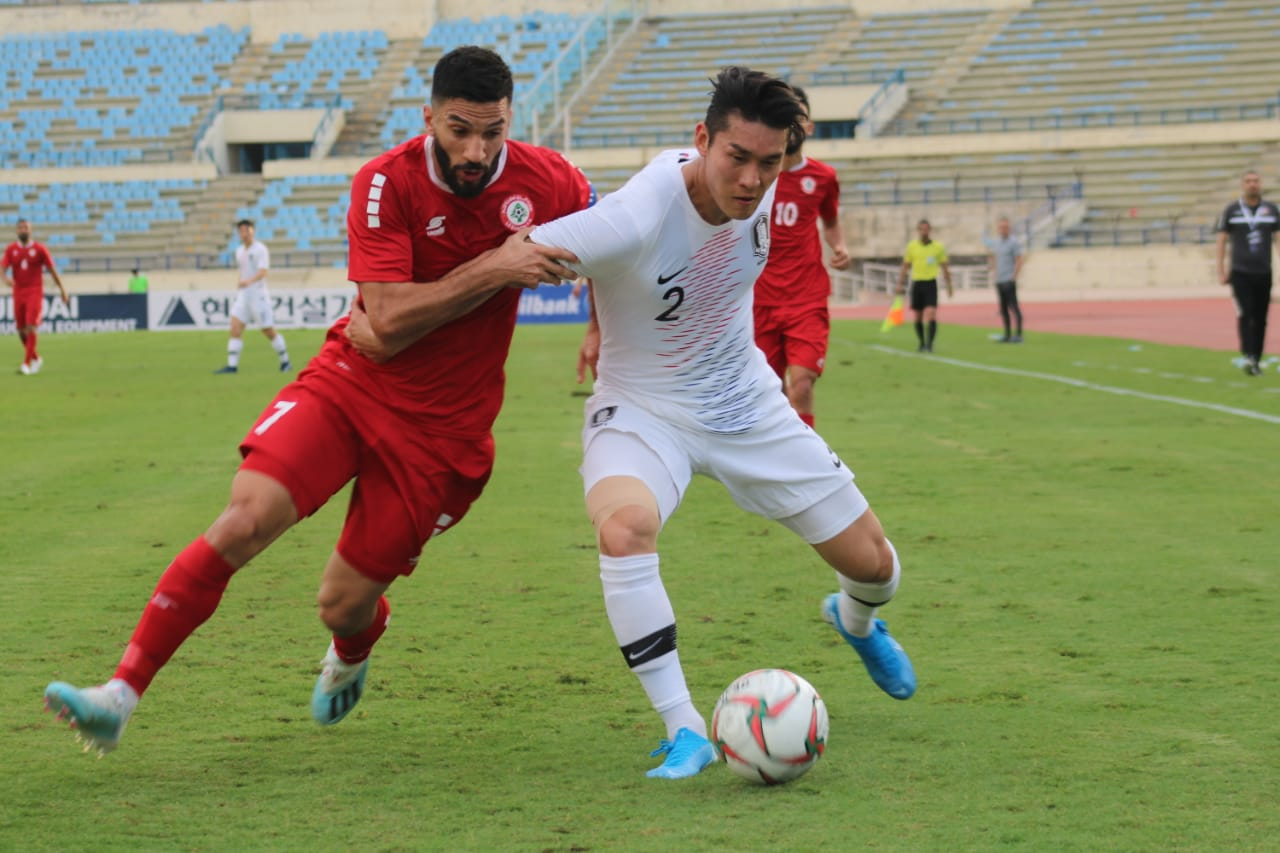
Maatouk (de rojo) ante en 2019.

Luego de jugar 11 partidos con la selección sub-23, debutó con la selección mayor el 25 de enero de 2006 en un partido amistoso ante Arabia Saudita que ganaron por 2-1.
Su primer gol con la selección nacional fue la victoria por 4-0 ante Bangladés el 23 de julio de 2011 por la Clasificación para la Copa Mundial de Fútbol de 2014. Participó en la Copa Asiática 2019, la segunda aparición de Líbano en el torneo continental.

## Récords
- Goleador Histórico de Líbano: 21 goles (al 6 de Febrero de 2022)[17]
- Más apariciones con Líbano: 99 partidos (al 6 de Febrero de 2022)[18]
- Goleador Histórico del Fujairah: 56 goles[19]

## Palmarés

### Títulos nacionales
| Título                     | Equipo                 | País   | Año     |
| -------------------------- | ---------------------- | ------ | ------- |
| Copa del Líbano            | Al Ahed Sporting Club  | Líbano | 2004-05 |
| Primera División de Líbano | Al Ahed Sporting Club  | Líbano | 2007-08 |
| Copa Elite del Líbano      | Al Ahed Sporting Club  | Líbano | 2008    |
| Supercopa del Líbano       | Al Ahed Sporting Club  | Líbano | 2008    |
| Copa del Líbano            | Al Ahed Sporting Club  | Líbano | 2008-09 |
| Primera División de Líbano | Al Ahed Sporting Club  | Líbano | 2009-10 |
| Copa Elite del Líbano      | Al Ahed Sporting Club  | Líbano | 2010    |
| Supercopa del Líbano       | Al Ahed Sporting Club  | Líbano | 2010    |
| Primera División de Líbano | Al Ahed Sporting Club  | Líbano | 2010-11 |
| Copa del Líbano            | Al Ahed Sporting Club  | Líbano | 2010-11 |
| Copa Elite del Líbano      | Al Ahed Sporting Club  | Líbano | 2011    |
| Copa Elite del Líbano      | Nejmeh Sporting Club   | Líbano | 2017    |
| Copa Elite del Líbano      | Nejmeh Sporting Club   | Líbano | 2018    |
| Primera División de Líbano | Al Ansar Sporting Club | Líbano | 2020-21 |
| Copa del Líbano            | Al Ansar Sporting Club | Líbano | 2020-21 |
| Supercopa del Líbano       | Al Ansar Sporting Club | Líbano | 2021    |

### Distinciones individuales
- Equipo Ideal Histórico de Líbano por la IFFHS[20]
- Mejor Jugador de la Primera División de Líbano: 2009–10, 2010–11,[21] 2017–18,[22] 2018–19
- Mejor Jugador Joven de la Primera División de Líbano: 2004–05[23]
- Jugador de la Semana de la Primera División de Líbano: 2007–08, 2009–10
- Equipo Ideal de la Primera División de Líbano: 2005–06,[24] 2008–09,[25] 2009–10, 2010–11,[21] 2017–18,[22] 2018–19
- Máximo Golador de la Primera División de Líbano: 2010–11,[26] 2020–21
- Máximo Goleador de la Copa de Líbano: 2021–22
- Máximo Goleador de la Copa Elite de Líbano: 2008, 2019[27]
- Líder de Asistencias de la Primera División de Líbano: 2017–18, 2020–21